# Gare de Iahotyn
 (juillet 2025).
Si vous disposez d'ouvrages ou d'articles de référence ou si vous connaissez des sites web de qualité traitant du thème abordé ici, merci de compléter l'article en donnant les références utiles à sa vérifiabilité et en les liant à la section « Notes et références ».
La gare de Iahotyn (en ukrainien : Яготин), est une gare ferroviaire au sud de Kiev, dans le raïon de Boryspil en Ukraine.

## Histoire
Elle a ouvert en 1901 sur la ligne Kiev-Poltava et a été electrifiée en 1972.

## Service des voyageurs

### Accueil

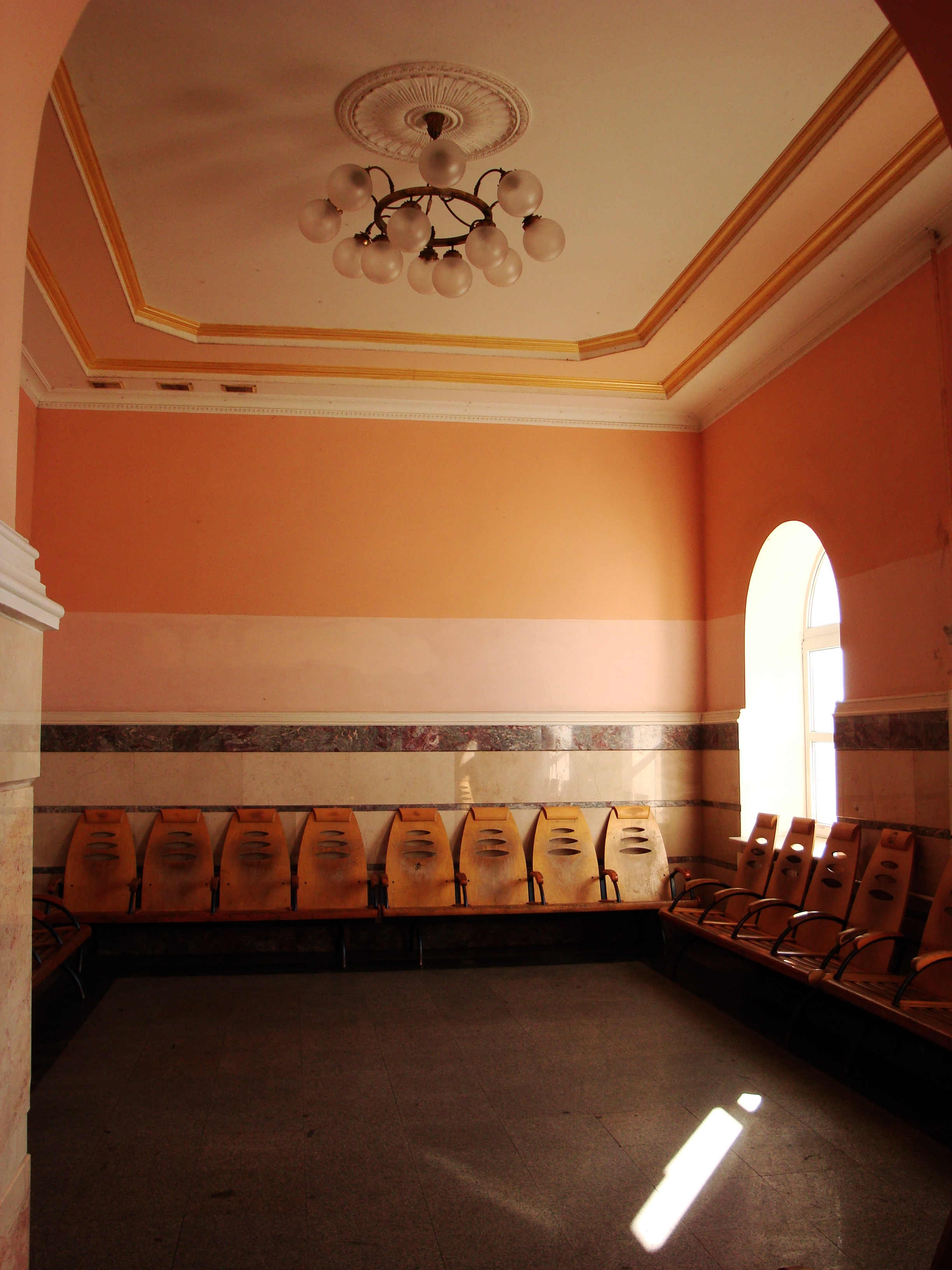
Son hall passagers.
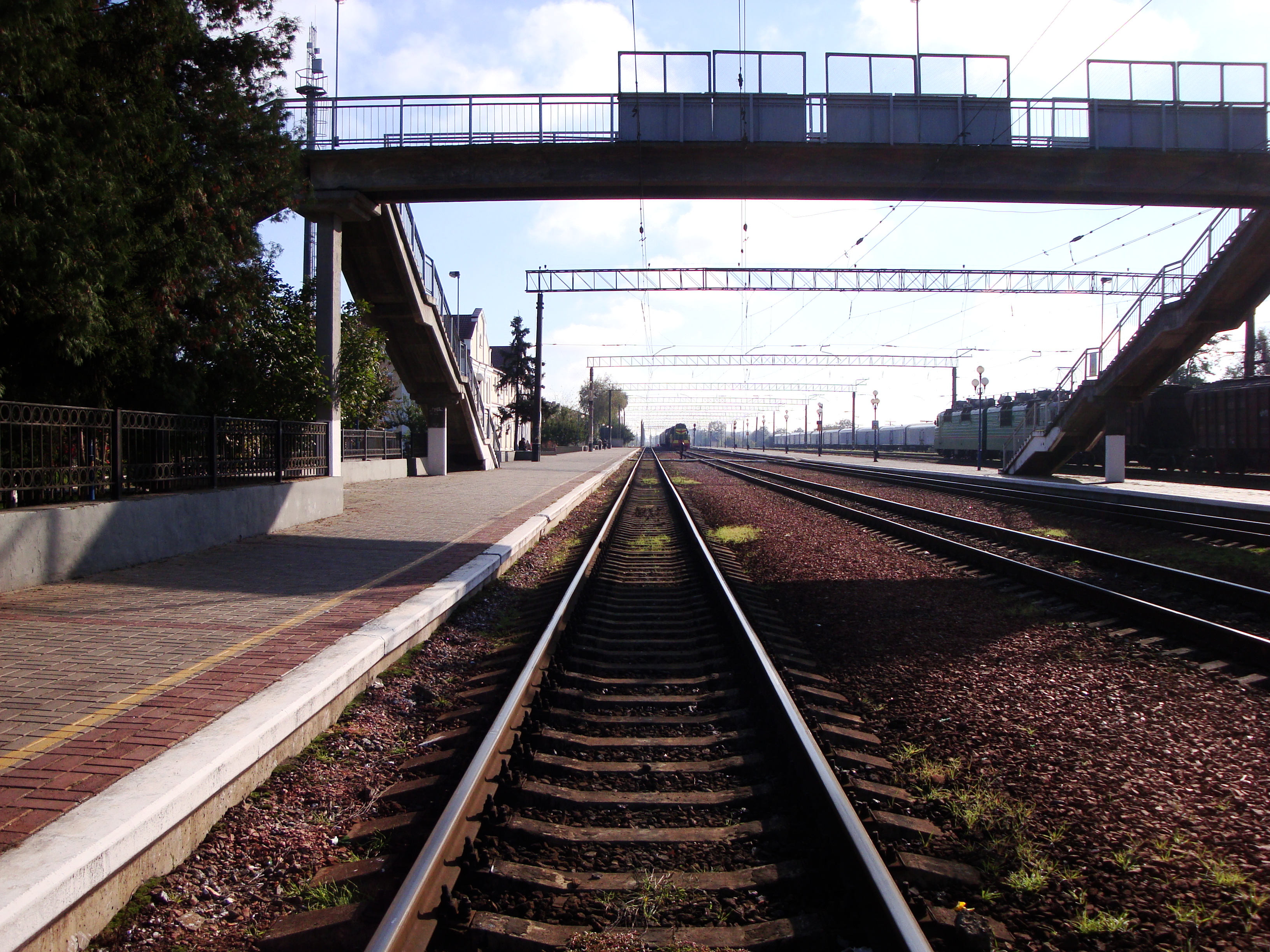
Les voies et passerelle.